# James Pettit

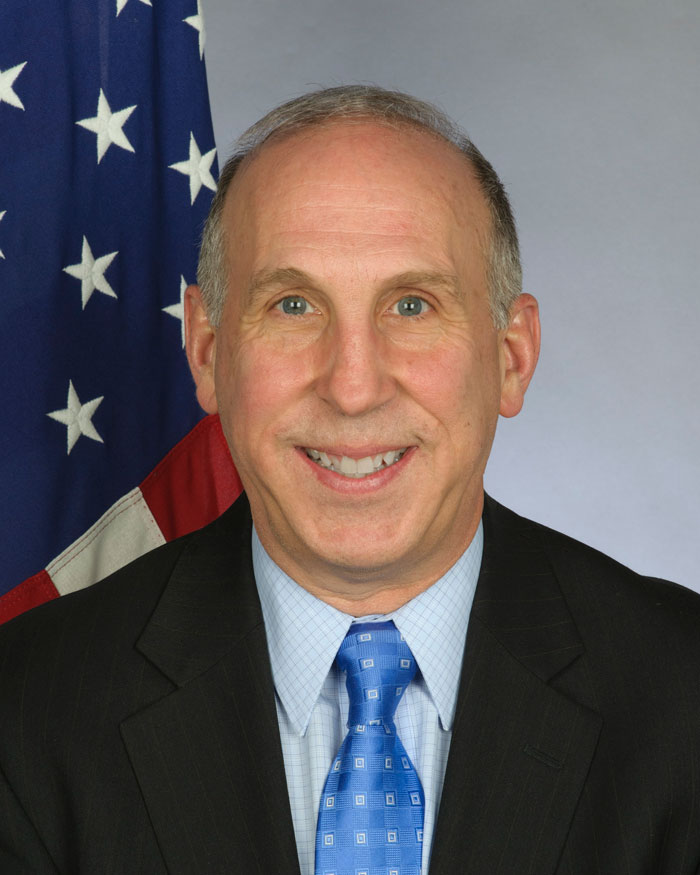
James D. Pettit

James D. Pettit (n. 1956, Dakota de Nord, SUA) este un diplomat american care din 30 ianuarie 2015 până în octombrie 2018 a fost ambasador al Statelor Unite ale Americii în Republica Moldova.
Pettit a absolvit Universitatea de Stat din Iowa și vorbește limbile rusă, spaniolă, germană, chineza mandarină și româna.
Între 2007 și 2010 Pettit a fost șef adjunct al misiunii americane la Ambasada SUA din Kiev, iar între 2003-2007 a fost consul general la Ambasada SUA de la Moscova.

## Controverse
Pe 28 august 2016 James Pettit a afirmat într-un interviu că „Moldova nu este România”, „Moldova are propria istorie”, „unirea cu România nu este o alegere practică și nu este o alegere care va face lucrurile mai bune în Moldova”, „este important pentru moldoveni să se vadă pe ei înșiși ca o națiune separată”, „Moldova este o țară multietnică”, „Transnistria trebuie să aibă un statut special”. Declarațiile sale au atras critici vehemente din ambele state, astfel, Ion Sturza, fost Prim-ministru al Republicii Moldova a criticat atitudinea lui Pettit, întrebându-se dacă aceasta este și opinia Departamentului de Stat al SUA. Sturza i-a mai reproșat: "dacă doriți o cortină de fier între Moldova și România, puteți să o faceți din camioanele americane, vechi de un veac, demonstrate în „țarcul independenței” de la Chișinău", „după ce ne-ați „stabilizat”, aruncându-ne în brațele oligarhiei corupte, ne dați și lecții de identitate?! Așa ceva și-au permis doar „prietenii” din est. Lăsați-ne pe noi, cetățenii Republicii Moldova, să decidem cine suntem, ce limbă vorbim, cu cine să fim prieteni. Pentru asta înaintașii noștri au luptat și au fost duși în Gulag” Fostul președinte al României Traian Băsescu, i-a reproșat lui Pettit: „Ambasadorul SUA James Pettit, o trâmbiță a Moscovei?”, „Ambasadorul SUA de la Chișinău, James Pettit, emite teorii similare cu cele din vremea lui Stalin și dragi propagandei lui Putin, făcând servicii neprețuite Moscovei, dând o grea lovitură chiar realităților istorice și susținând mistificarea istoriei României”.
Liderul Partidului Liberal (din Moldova), Mihai Ghimpu, a declarat că „Domnul ambasador nu are nici un drept să spună care ar trebui să fie relația R. Moldova cu Romania: să se alăture Romaniei sau să se unească cu Romania”, „prin aceste declarații, din păcate, dl ambasador al SUA a devenit agentul electoral al lui Igor Dodon și al forțelor pro-ruse”.